# Gira Grandes Éxitos y Pequeños Desastres
La Gira Grandes Éxitos y Pequeños Desastres es una gira musical del cantante español Dani Martín, en conmemoración de sus dieciocho años de carrera artística, parte de los cuales compartió en la banda El Canto del Loco.

## Espectáculo
Durante la gira, Martín, hace un recorrido por su carrera musical, tanto su etapa en solitario como la que tuvo como líder de El Canto del Loco (banda formada en 1994). El show tenía una duración de dos horas, donde Dani hacía un recorrido por 22 de los temas que ha popularizado entre el año 2000 y 2018.

## Antecedentes
Como soporte a la gira y en paralelo a la misma, Martín ha editado una caja que recopila su discografía completa en solitario y lleva el mismo nombre de la gira. La caja se compone por:

## Repertorio
El siguiente repertorio es representativo de su show en La Coruña:
1. Volver a Disfrutar (El Canto del Loco)
2. Las Ganas
3. La Suerte de mi Vida (El Canto del Loco)
4. Dieciocho
5. Peter Pan (El Canto del Loco)
6. Que se Mueran de Envidia
7. Puede Ser (El Canto del Loco)
8. Los Charcos
9. Contigo (El Canto del Loco)
10. Mi Teatro
11. Son Sueños (El Canto del Loco)
12. Mira la Vida
13. Insoportable (El Canto del Loco)
14. 16 Añitos
15. Besos (El Canto del Loco)
16. Que Bonita la Vida
17. Mi Lamento
18. Una Foto en Blanco y Negro (El Canto del Loco)
19. Volverá (El Canto del Loco)
20. Cero
21. Ya Nada Volverá a Ser como Antes (El Canto del Loco)
22. Tal Como Eres (El Canto del Loco)
23. Emocional
24. Zapatillas (El Canto del Loco)

## Fechas[2]
| Fecha                    | Ciudad                     | País           | Recinto                                  |
| ------------------------ | -------------------------- | -------------- | ---------------------------------------- |
| 28 de abril de 2018      | Madrid                     | España         | WiZink Center                            |
| 5 de mayo de 2018        | Salamanca                  | España         | Pabellón Multiusos Sánchez Paraíso       |
| 18 de mayo de 2018       | Murcia                     | España         | Plaza de Toros de La Condomina           |
| 19 de mayo de 2018       | Valencia                   | España         | Plaza de Toros de Valencia               |
| 20 de mayo de 2018       | Valencia                   | España         | Plaza de Toros de Valencia               |
| 26 de mayo de 2018       | Barcelona                  | España         | Palau Sant Jordi                         |
| 8 de junio de 2018       | Sevilla                    | España         | Auditorio Rocío Jurado                   |
| 9 de junio de 2018       | Málaga                     | España         | Auditorio municipal Cortijo de Torres    |
| 17 de junio de 2018      | Londres                    | Inglaterra     | KOKO                                     |
| 23 de junio de 2018      | Badajoz                    | España         | Auditorio del recinto ferial             |
| 29 de junio de 2018      | Pozoblanco                 | España         | Campo de Golf de Pozoblanco              |
| 30 de junio de 2018      | Simancas                   | España         | Instalaciones deportivas Los Pinos       |
| 20 de julio de 2018      | Gijón                      | España         | Parque Hermanos Castro                   |
| 21 de julio de 2018      | Santander                  | España         | Campa de la Magdalena                    |
| 28 de julio de 2018      | Palma de Mallorca          | España         | Recinto Multifuncional Son Fusteret      |
| 11 de agosto de 2018     | Chiclana de la F.          | España         | Poblado de Sancti Petri                  |
| 14 de septiembre de 2018 | Alicante                   | España         | Plaza de Toros de Alicante               |
| 20 de septiembre de 2018 | Santa Cruz de Tenerife     | España         | Aparcamiento del parque marítimo         |
| 21 de septiembre de 2018 | Las Palmas de Gran Canaria | España         | Gran Canaria Arena                       |
| 22 de septiembre de 2018 | Pájara                     | España         | Campo de fútbol de Costa Calma           |
| 28 de septiembre de 2018 | Guadalajara                | México         | Teatro Diana                             |
| 29 de septiembre de 2018 | Ciudad de México           | México         | Teatro Metropólitan                      |
| 30 de septiembre de 2018 | Miami                      | Estados Unidos | The Fillmore                             |
| 5 de octubre de 2018     | Granada                    | España         | Palacio municipal de deportes de Granada |
| 11 de octubre de 2018    | Zaragoza                   | España         | Pabellón Príncipe Felipe                 |
| 19 de octubre de 2018    | Tarragona                  | España         | Tarraco Arena Plaza                      |
| 20 de octubre de 2018    | Baracaldo                  | España         | Bizkaia Arena                            |
| 27 de octubre de 2018    | La Coruña                  | España         | Coliseum da Coruña                       |
| 16 de noviembre de 2018  | Madrid                     | España         | WiZink Center                            |
| 17 de noviembre de 2018  | Madrid                     | España         | WiZink Center                            |